# Jaxaay-Parcelles
Jaxaay-Parcelles est une commune du Sénégal, située dans le département de Keur Massar depuis 2021 et de la région de Dakar, elle est créée en 2011 sous le nom de Jaxaay-Parcelles-Niakoul Rab.

## Géographie
La Commune d'arrondissement est délimitée comme suit :
|                 | Tivaouane Peulh-Niaga |           |
| Keur Massar Sud | Jaxaay-Parcelles      | Sangalkam |
| Mbao            | Rufisque Ouest        |           |

## Histoire
La commune de Jaxaay-Parcelles-Niakoul Rab est créée en 2011 dans le département de Rufisque. Le premier maire de la commune de Jaxaay-Parcelles-Assainies-Niakoul Rab, à la suite de sa création, est Mor Sarr BA, natif de Niakoul Rab, son 1er adjoint Boubou Ba et la 2eme adjoint Khady Diop[réf. nécessaire].
Par le découpage administratif de mai 2021, la commune passe dans le nouveau département de Keur Massar, les deux villages traditionnels de Niakoulrab et de Médina Thioub restent dans le département de Rufisque et sont rattachés respectivement à la commune de Tivaouane Peul–Niaga et de Sangalkam. La commune de Jaxaay-Parcelles est rattachée à l'arrondissement de Jaxaay dans le département de Keur Massar.

## Population
En 2019, selon les projections de l'ANSD la population communale atteint 49 455 habitants.

## Quartiers
La commune est constituée de 28 quartiers : Unité 9, Unité 10, Unité 11A, Unité 11B, Unité 11PA, Unité 12A, Unité 12B, Unité 13, Unité 14, Unité 15, Unité 16, Unité 17A, Unité 17B, Unité 18, Unité 19, Unité 20, Unité 21, Unité 22, Unité 23, Unité 24, Unité 25, Unité 27, Cité Gendarmerie, Madiyana, Cité Terranga, Cité Dubaï, Niakan, Emetteur.